# Sonja Prosenc
Sonja Prosenc, slovenska režiserka, producentka in scenaristka, * 1977, Slovenj Gradec.
Diplomirala je na Fakulteti za družbene vede v Ljubljani, smer novinarstvo–kulturologija. Po izpopolnjevanju na filmskih delavnicah v tujini je s sodelavcem, producentom Rokom Sečnom, soustanovila produkcijsko podjetje Monoo. Pri njenih filmih kot direktor fotografije pogosto sodeluje tudi njen partner Mitja Ličen.
Vse tri njene igrane celovečerce je Društvo slovenskih filmskih ustvarjalcev uradno predlagalo Ameriški filmski akademiji kot kandidata za oskarja v kategoriji tujejezičnih filmov, vendar noben od njih ni bil nominiran. Za Zgodovino ljubezni si je poleg festivalskih nagrad prislužila tudi priznanje Štigličev pogled, ki ga podeljuje Društvo slovenskih režiserjev za izjemno režijo.

## Filmografija
Kot režiserka
- PoEtika 2004: Smrt (kratki igrani, 2004);
- Nič novega, nič pretiranega (kratki igrani, 2005);
- Jutro (kratki igrani, 2012); tudi producentka in scenaristka
- Mož s krokarjem (dokumentarni, 2012); tudi scenaristka
- Drevo (2013); tudi producentka in scenaristka
- Impromptu (kratki igrani, 2015); tudi producentka in scenaristka
- Zgodovina ljubezni (2018); tudi producentka in scenaristka
- Raj (kratki igrani, 2019); tudi producentka
- Trigrad (serija, 2022); tudi scenaristka
- Odrešitev za začetnike (2024); tudi producentka in scenaristka